# Rivers of Blood speech
Rivers of Blood speech (česky Řeč o proudech krve) byl kontroverzní politický projev o imigraci, který 20. dubna 1968 v Birminghamu pronesl britský konzervativní politik Enoch Powell.
Hlavním tématem projevu byla takzvaná antidiskriminační legislativa navrhovaná tehdejší socialistickou vládou, která by kriminalizovala projevy negativních postojů vůči přistěhovalcům v některých oblastech života Britů. Powell prohlásil tuto legislativu za urážející a nemorální.
Řeč přednesl Powell po obědě v malé místnosti v hotelu Midland při výroční schůzi konzervativců z West Midlands. Varoval v ní zejména před negativními důsledky imigrace. Své pozdější pojmenování dostal projev podle verše z Vergiliovy Aeneidy „Et Thybrim multo spumantem sanguine cerno“, který Powell v projevu citoval a použil pro vyjádření myšlenky, že masivní imigrace do Británie přinese této zemi hodně škody.
Za svůj projev byl Powell hned následujícího dne vyloučen ze stínové vlády Edwarda Heatha. Kvůli proslovu proběhlo několik demonstrací a stávek, a to jak na podporu Powella, tak proti němu. Powell získal značnou podporu veřejnosti, přišlo mu přes 100 000 dopisů a 700 telegramů, drtivá většina z nich mu vyjadřovala sympatie.
Důsledek projevu pro Konzervativní stranu je hodnocen rozporuplně, podle některých komentátorů byla tato řeč jednou z hlavních příčin jejího překvapivého volebního vítězství v roce 1970, podle jiných komentátorů jí ubrala hlasy z řad přistěhovalců.
Rasové nepokoje v řadě britských měst v 80. a 90. letech zapříčiněné přistěhovalci z neevropských zemí a vysoká míra kriminality a nezaměstnanosti u přistěhovalců jsou podle Powellových sympatizantů důkazem pravdivosti pesimistické předpovědi, kterou tento politik učinil již v roce 1968. Patrick J. Buchanan ve své knize State of Emergency konstatoval, že historický vývoj dal Powellovi za pravdu.

## „Enoch měl pravdu“
Řeč je ve Velké Británii známá a sporná dodnes, jako výraz „Enoch měl pravdu“ (anglicky Enoch was right) je používaný ve Velké Británii, zvláště v Anglii, kde vychází ze srovnání současné situace v anglické společnosti s předpovědí, kterou učinil Enoch Powell.
Výraz je používán k vyjádření kritiky vůči politické korektnosti, rasovým kvótám, imigraci a multikulturalismu.